# Harry Turtledove
Harry Norman Turtledove (Los Ángeles, California, 14 de junio de 1949) es un historiador y escritor estadounidense, Sus abuelos paternos, que eran judíos rumanos quienes habían emigrado primero a Winnipeg, Manitoba, antes de mudarse a los Estados Unidos y California. Autor de más de ochenta novelas, considerado como un maestro de la historia alternativa. Sus novelas exploran versiones alternativas de la historia de la Humanidad, donde nos podemos encontrar que los nazis ganaron la Segunda Guerra Mundial, los confederados la guerra civil estadounidense o la armada de Felipe II conquista Inglaterra. Está casado con la escritora de misterio Laura Frankos. La mayor parte de su obra no está traducida al español.

## Temática general
Harry Turtledove toca el tema de un Tercer Reich victorioso en su novela En presencia de mis enemigos. En épocas contemporáneas tras la victoria de las Potencias del Eje en la Segunda Guerra Mundial, Alemania gobierna sobre países subyugados y aliados títeres la mayor parte de Occidente, incluyendo EE. UU. El Imperio italiano (que controla gran parte de África) y el Imperio japonés (que domina Asia) tienen su grado de poder, pero secundario comparado con el alemán. Los alemanes han realizado un genocidio de negros, árabes y eslavos (especialmente rusos) sometiendo a los sobrevivientes a la esclavitud y presionaron a los italianos a hacer lo mismo en sus tierras (indios e iraníes son considerados arios y tienen buen estatus social). Los rusos, empujados hacia los Urales, mantienen una guerra de guerrillas contra los colonos alemanes, y los gitanos y judíos están prácticamente extintos, salvo por unos cuantos judíos que mantienen su existencia en absoluto secreto haciéndose pasar por gentiles y revelándole la verdad a sus hijos a la edad de diez años cuando son suficientemente maduros para entenderlo. 
Otras obras ucrónicas de Turtledove incluyen la novela The Two Georges donde Napoleón detuvo a los revolucionarios antes de la toma de la Bastilla evitando la Revolución francesa y, por ende, la Revolución estadounidense y la rusa, entre otras. El mundo apenas conoce la democracia, el Imperio británico gobierna sobre Norteamérica (cuyo gobernador general es Martin Luther King), Australia, Sudáfrica, India y tiene al sultán del Imperio otomano y el emperador de China como títeres de Londres. La Santa Alianza (unión de Francia y España), que gobierna sobre gran parte de África y toda Latinoamérica y mantiene vigente la Inquisición, y el imperio ruso son las otras dos potencias. Italia y Alemania nunca se unificaron, no hubo guerras mundiales (y por ende la tecnología está muy retrasada), ni Holocausto ni campañas antisemitas rusas (pues el zar no tuvo necesidad de fomentar el antisemitismo al no haber revolucionarios rusos), por lo que Israel no existe y Palestina es una dormida provincia otomana.
La serie Worldwar & Colonization trata sobre una invasión extraterrestre de reptiloides desde la Segunda Guerra Mundial. La serie de fantasía Darkness trata sobre la Segunda Guerra Mundial, pero librada con poderes mágicos y brujería. Algo similar a la trama de War Between the Provinces que trata de la Guerra de Secesión usando magia. La antología de cuentos A Different Flesh trata sobre un mundo paralelo donde los humanos nunca emigraron a América por el estrecho de Bering por lo que el Homo erectus nunca se extinguió y son esclavizados y maltratados de forma similar a como lo fueron los indígenas americanos.
Otra de sus novelas más famosas es Agente de Bizancio, una historia ambientada en un siglo XIV Steampunk donde muestra la supervivencia del Imperio bizantino. En dicha novela se narra las aventuras del agente especial bizantino Basilio Argyros, que es enviado a varias misiones alrededor del mundo. La supervivencia del Imperio bizantino se debe a que Mahoma se convirtió en un santo cristiano y, en consecuencia, el Islam nunca existió y los bizantinos nunca perdieron sus territorios en África del Norte y el Levante mediterráneo. Además con el tiempo los bizantinos reconquistarían territorios como el Mediodía francés, la Península ibérica y Italia.

## Novelas publicadas en español
- En presencia de mis enemigos (In the presence of mine enemies, 2003)
- Britania conquistada (Ruled Britannia, 2002)
- En las tierras del fondo (Down in the bottomlands, 1993)
- Agente de Bizancio (Agent of Byzantium, 1994)

## Cuentos publicados en español
- El pato de reclamo (The decoy duck, 1992). Publicado en el volumen Homenaje a Tolkien.
- Dictamen de la comisión especial sobre la calidad de vida (Report of the special committee on the quality of life, 1992). Publicado en el volumen Gigamesh 12.
- Época de incubación (Hatching season, 1985). Publicado en el volumen Dinosaurios.

## Premios
- Britania Conquistada: Premio Sidewise (Primero) de 2003 en la categoría de Novela
- En las tierras del fondo: Premio Hugo (Primero) de 1994 en la categoría de Novela corta